# 日本の鉄道駅一覧 ぬ-の
| あ | い | う-え   | お        | か    | き | く-け |
| こ | さ | し-しも | しや-しん | す-そ | た | ち-て |
| と | な | に      | ぬ-の     | は    | ひ | ふ-ほ |
| ま | み | む-も   | や-わ行   |       |    |       |

日本の鉄道駅一覧 ぬ-のは、日本の鉄道駅のうち、ぬ、ね、ので始まるものの一覧である。

## ぬ
- 糠沢駅（ぬかざわえき）
- 額住宅前駅（ぬかじゅうたくまええき）
- 額田駅 (大阪府)（ぬかたえき・近畿日本鉄道奈良線）
- 額田駅 (茨城県)（ぬかだえき・東日本旅客鉄道水郡線）
- 糠南駅（ぬかなんえき）
- 温田駅（ぬくたえき）
- 生見駅（ぬくみえき）
- 抜里駅（ぬくりえき）
- 布市駅（ぬのいちえき）
- 布崎駅（ぬのざきえき）
- 布師田駅（ぬのしだえき）
- 布忍駅（ぬのせえき）
- 布原駅（ぬのはらえき）
- 沼久保駅（ぬまくぼえき）
- 沼田駅（ぬまたえき）
- 沼津駅（ぬまづえき）
- 沼ノ端駅（ぬまのはたえき）
- 沼袋駅（ぬまぶくろえき）
- 沼部駅（ぬまべえき）

## ね
- 根雨駅（ねうえき）
- 根笠駅（ねがさえき）
- 根岸駅 (福島県)（ねぎしえき・東日本旅客鉄道只見線）
- 根岸駅 (神奈川県)（ねぎしえき・東日本旅客鉄道根岸線）
- 猫又駅（ねこまたえき）
- 根小屋駅（ねごやえき）
- 鼠ケ関駅（ねずがせきえき）
- 根知駅（ねちえき）
- 根津駅（ねづえき）
- 熱郛駅（ねっぷえき）
- 根府川駅（ねぶかわえき）
- 根室駅（ねむろえき）
- 根本駅（ねもとえき）
- 寝屋川公園駅（ねやがわこうえんえき）
- 寝屋川市駅（ねやがわしえき）
- 練馬駅（ねりまえき）
- 練馬春日町駅（ねりまかすがちょうえき）
- 練馬高野台駅（ねりまたかのだいえき）

## の
- のいち駅
- 能生駅（のうえき）
- 農学部前駅（のうがくぶまええき）
- 能見台駅（のうけんだいえき）
- 能町駅（のうまちえき）
- 能町口停留場（のうまちぐちていりゅうじょう）
- 野江駅（のええき）
- 野江内代駅（のえうちんだいえき）
- 直方駅（のおがたえき）
- ノーフォーク広場駅（ノーフォークひろばえき）
- 野方駅（のがたえき）
- 野花南駅（のかなんえき）
- 野上駅（のがみえき）
- 野上原駅（のがみはらえき）
- 乃木駅（のぎえき・西日本旅客鉄道山陰本線）
- 野木駅（のぎえき・東日本旅客鉄道東北本線）
- 乃木坂駅（のぎざかえき）
- 野木沢駅（のぎさわえき）
- 野芥駅（のけえき）
- 野崎駅 (栃木県)（のざきえき・東日本旅客鉄道東北本線）
- 野崎駅 (大阪府)（のざきえき・西日本旅客鉄道片町線）
- 野里駅（のざとえき）
- 野沢駅（のざわえき）
- 野志駅（のしえき）
- 野島公園駅（のじまこうえんえき）
- 野尻駅（のじりえき）
- 能代駅（のしろえき）
- 能瀬駅（のせえき）
- 野跡駅（のせきえき）
- 及位駅（のぞきえき）
- 野田駅 (JR西日本)（のだえき・西日本旅客鉄道大阪環状線）
- 野田駅 (阪神)（のだえき・阪神本線）
- 野田生駅（のだおいえき）
- 野田郷駅（のだごうえき）
- 野田市駅（のだしえき）
- 野田城駅（のだじょうえき）
- 野田新町駅（のだしんまちえき）
- 野田玉川駅（のだたまがわえき）
- 野田阪神駅（のだはんしんえき）
- 野馳駅（のちえき）
- 野幌駅（のっぽろえき）
- 能登鹿島駅（のとかしまえき）
- 能登川駅（のとがわえき）
- 能登中島駅（のとなかじまえき）
- 能登二宮駅（のとにのみやえき）
- 能登部駅（のとべえき）
- 野内駅（のないえき）
- 野中駅（のなかえき）
- 野並駅（のなみえき）
- 野々市駅 (IRいしかわ鉄道)（ののいちえき・IRいしかわ鉄道線）
- 野々市駅 (北陸鉄道)（ののいちえき・北陸鉄道石川線）
- 野々市工大前駅（ののいちこうだいまええき）
- 野々口駅（ののくちえき）
- のの岳駅（ののだけえき）
- 野蒜駅（のびるえき）
- 延方駅（のぶかたえき）
- 延岡駅（のべおかえき）
- 野辺地駅（のへじえき）
- 野辺山駅（のべやまえき）
- 登戸駅（のぼりとえき）
- 登別駅（のぼりべつえき）
- 野間駅（のまえき）
- 野町駅（のまちえき）
- 能美根上駅（のみねあがりえき）
- 野矢駅（のやえき）